# Tirol (Rumunia)
Tirol – wieś w Rumunii, w okręgu Caraș-Severin, w gminie Doclin. W 2011 roku liczyła 561 mieszkańców. 